# Claudia Bubenheim
Claudia Bubenheim (* 11. Januar 1971) ist eine ehemalige deutsche Fußballspielerin.

## Karriere
Die 167 cm große Bubenheim spielte als Stürmerin zunächst für den FSV Frankfurt. Während ihrer Vereinszugehörigkeit gewann sie mit dem FSV Frankfurt einmal den DFB-Pokal der Frauen und zweimal den DFB-Supercup der Frauen. Insgesamt gewann sie drei Titel, wobei sie in zwei Finalspielen nicht zum Einsatz kam.
Zur Premierensaison der eingleisigen Bundesliga, 1997/98, wechselte sie zum Ligakonkurrenten TuS Niederkirchen. Den größten Erfolg mit dem TuS Niederkirchen erreichte sie mit dem Erreichen des Halbfinales im DFB-Pokal. Das Halbfinale wurde mit 0:1 beim FCR Duisburg 55 verloren und man schied vorzeitig aus dem DFB-Pokal aus.
Zur Saison 2000/01 kehrte sie zum FSV Frankfurt zurück, bestritt sieben Punktspiele, in denen sie ein Tor erzielte, und beendete am Ende der Folgesaison ihre Spielerkarriere.

## Erfolge

### FSV Frankfurt
- DFB-Pokalsieger
  - 1996 (2:1 gegen SC Klinge Seckach, 25. Mai, Olympiastadion Berlin) (ohne Einsatz)

- DFB-Supercup
  - 1995 (4:0 gegen TSV Siegen, Rheinstadion Düsseldorf)
  - 1996 (2:0 n. V. gegen Sportfreunde Siegen, Stadion Nidderau) (ohne Einsatz)

- DFB-Hallenpokalsieger
  - 1995 (6:2 gegen FC Rumeln-Kaldenhausen, 5. Februar, Sporthalle Oberwerth)

### TuS Niederkirchen
- DFB-Pokal-Halbfinalist 1998